# Dodge Zeo
De Dodge Zeo is een conceptwagen van het Amerikaanse merk Dodge. De auto werd voor het eerst getoond tijden de North American International Auto Show van 2008 in Detroit. Dodge heeft nog geen plannen bekendgemaakt om de Zeo in productie te nemen.

## Motor
De Dodge Zeo beschikt over een volledig elektrische motor met een vermogen van 200 kW. Samen met een accucapaciteit van 64 kWh geeft dat een actieradius van ongeveer 400 km. De Zeo kan worden opgeladen door deze aan te sluiten op het lichtnet. Extra stroom wordt opgewekt uit de wrijving die ontstaat bij het remmen.